# Little Women (2019)
Little Women ist ein US-amerikanisches Historiendrama von Greta Gerwig, das auf dem Roman Little Women von Louisa May Alcott basiert. Die Coming-of-Age-Geschichte erschien auf Deutsch unter verschiedenen Titeln, unter anderem Die vier Schwestern und Betty und ihre Schwestern, und wurde bereits mehrfach verfilmt. Gerwigs Version mit Emma Watson, Saoirse Ronan, Florence Pugh und Eliza Scanlen kam am 25. Dezember 2019 in die US-amerikanischen und am 30. Januar 2020 in die deutschen Kinos. Im Rahmen der Oscarverleihung 2020 erhielt der Film insgesamt sechs Nominierungen, unter anderem als bester Film und Ronan als beste Hauptdarstellerin.

## Handlung
1868, Jo March, eine Lehrerin in New York City, geht zu Mr. Dashwood, einem Herausgeber, der sich bereit erklärt, eine von ihr geschriebene Geschichte zu veröffentlichen. Ihre jüngste Schwester Amy, die mit ihrer Tante March in Paris ist, besucht eine Party mit ihrem Jugendfreund und Nachbarn Laurie. Amy wird wütend über Lauries betrunkenes Verhalten, was ihn dazu veranlasst, sich über sie lustig zu machen, weil sie Zeit mit dem wohlhabenden Geschäftsmann Fred Vaughn verbringt. In New York wird Jo von Friedrich Bhaer, einem Professor, der sich für sie interessiert, durch ein kritisches Feedback zu ihrem Schreiben verärgert. Nachdem sie aus einem Brief erfahren hat, dass sich die Krankheit ihrer jüngeren Schwester Beth verschlimmert hat, kehrt Jo nach Concord, Massachusetts, zurück. 
Auf einer Party mit ihrer älteren Schwester Meg, sieben Jahre zuvor, lernt Jo Laurie kennen. Am Weihnachtsmorgen überredet „Marmee“, die Mutter der Mädchen, sie, ihr Frühstück der armen Nachbarin Mrs. Hummel und ihren hungernden Kindern zu geben. Als sie nach Hause kommen, finden sie einen Tisch voller Essen vor, das ihnen ihr Nachbar und Lauries Großvater, Mr. Laurence, geschenkt hat. Dann liest Marmee einen Brief ihres Vaters vor, der im amerikanischen Bürgerkrieg kämpfte. Jo liest Tante March regelmäßig vor und hofft, dass diese sie nach Europa einladen wird. Als Meg, Jo, Laurie und John – Lauries Hauslehrer und Megs zukünftiger Ehemann – ins Theater gehen, verbrennt die eifersüchtige Amy Jos Schriften. Am nächsten Morgen jagt Amy, die will, dass die aufgebrachte Jo ihr vergibt, sie und Laurie auf einen See, wo sie Schlittschuh laufen. Sie retten Amy, als sie durch das Eis stürzt. Mr. Laurence bemerkt Beths Schweigsamkeit und lädt sie ein, in seinem Haus auf dem Klavier seiner verstorbenen Tochter zu spielen. 
In der Gegenwart setzt sich Meg mit John zusammen, nachdem sie einen teuren Stoff gekauft hat, den sie sich nicht leisten können, und drückt ihre Unzufriedenheit darüber aus, arm zu sein. Laurie besucht Amy, um sich für sein Verhalten zu entschuldigen, und drängt sie, nicht Fred, sondern ihn zu heiraten. Obwohl Amy in Laurie verliebt ist, lehnt sie ab, weil sie sich darüber ärgert, dass sie Jo immer unterlegen ist. Trotzdem lehnt sie Freds Antrag ab. 
In der Vergangenheit schenkt Mr. Laurence Beth sein Klavier und entdeckt, dass sie sich bei den Hummels mit Scharlach angesteckt hat. Um der Krankheit zu entgehen, wird Amy zu Tante March geschickt, die ihr rät, für ihre Familie zu sorgen, indem sie gut heiratet. 
John drängt Meg, den Stoff in ein Kleid zu verwandeln, um sie glücklich zu machen, aber sie offenbart, dass sie ihn verkauft hat, und versichert ihm, dass sie als seine Frau glücklich ist. 
In der Vergangenheit erholt Beth sich rechtzeitig zu Weihnachten, und auch ihr Vater kehrt nach Hause zurück. Nachdem sich ihr Zustand in der Gegenwart verschlechtert hat, stirbt Beth. 
In der Vergangenheit versucht Jo an Megs Hochzeitstag, sie zu überreden, wegzulaufen, aber Meg drückt ihre Freude darüber aus, John zu heiraten. Tante March kündigt ihre Europareise an und nimmt Amy anstelle von Jo mit. Nach der Hochzeit macht Laurie Jo einen Heiratsantrag, den diese mit der Begründung ablehnt, dass sie sich nicht verheiratet sieht. 
In der Gegenwart enthüllt Marmee, dass Amy mit einer kranken Tante March aus Europa zurückkehrt. Jo fragt sich, ob sie Laurie zu schnell einen Korb gegeben hat, und schreibt ihm einen Brief. Amy erzählt Laurie, dass sie Freds Antrag abgelehnt hat; sie küssen sich und heiraten später auf der Heimreise. Jo und Laurie vereinbaren, Freunde zu bleiben, woraufhin sie den Brief, den sie ihm geschrieben hat, wegwirft. 
Jo beginnt, einen Roman über ihr Leben und das ihrer Schwestern zu schreiben, und schickt die ersten Kapitel an einen unbeeindruckten Mr. Dashwood. Bhaer überrascht Jo, indem er auf dem Weg nach Kalifornien im Haus der Marchs auftaucht. In New York erklärt sich Mr. Dashwood bereit, Jos Roman zu veröffentlichen, nachdem seine Töchter wissen wollen, wie er endet, aber er weigert sich zu akzeptieren, dass die Protagonistin am Ende unverheiratet bleibt. Um ihn zu besänftigen, beendet Jo ihren Roman damit, dass die Protagonistin selbst Bhaer daran hindert, nach Kalifornien zu gehen. Sie verhandelt erfolgreich mit Mr. Dashwood über Urheberrechte und Tantiemen. Nach dem Tod von Tante March erbt Jo ihr Haus und eröffnet es als Schule, in der Meg, Amy und Bhaer unterrichten. Jo beobachtet den Druck ihres Romans, der den Titel Little Women trägt.

## Literarische Vorlage
Der Film basiert auf dem Roman Little Women der US-amerikanischen Schriftstellerin Louisa May Alcott. Dieser wurde in England unter den Titeln Little Women und Good Wives  in zwei Teilen veröffentlicht, die den Auftakt von Louisa May Alcotts Kinder- und Jugendliteratur bildeten. Little Women I verfasste sie zwischen Mai und Juli und veröffentlichte sie im Oktober 1868, nach Beendigung des amerikanischen Bürgerkriegs, den zweiten Teil veröffentlichte sie im April 1869.
Handlung und Thematik des ersten Teils sind stark autobiographisch geprägt. Er handelt von den vier Schwestern Jo, Meg, Betty und Amy March. Da der Vater in der Armee ist, müssen die Frauen ihr Leben nach dem amerikanischen Bürgerkrieg ganz ohne patriarchale Leitung meistern. Zwar sind die Mädchen sehr unterschiedlich, aber allesamt gleichermaßen furchtlos und erleben ein Abenteuer nach dem anderen.
Alcott hatte Little Women speziell für Mädchen geschrieben. Spätere Werke wie A Story of Experience waren feministische Entwicklungsromane. Als Tochter des Philosophen Amos Bronson Alcott, der seine Familie nicht versorgen konnte, war sie schon früh gezwungen, selbst für den Unterhalt ihrer drei Schwestern und ihrer Eltern zu sorgen, und während eines Lebens in Armut in der Kommune Fruitlands wurde ihr die Notwendigkeit finanzieller Unabhängigkeit bewusst, was sie in späteren Jahren zur Schriftstellerin werden ließ.

## Frühere Verfilmungen
Die erste US-Kinoverfilmung von Little Women mit dem deutschen Titel Vier Schwestern mit Katharine Hepburn und Joan Bennett entstand 1933 unter der Regie von George Cukor. 1949 folgte mit Kleine tapfere Jo eine Version mit Elizabeth Taylor und Janet Leigh unter der Regie von Mervyn LeRoy. 1978 wurde eine zweiteilige US-Fernsehversion produziert, und im Jahr 1994 erfolgte schließlich mit Betty und ihre Schwestern eine Verfilmung durch Gillian Armstrong, in der Winona Ryder, Kirsten Dunst, Claire Danes und Christian Bale spielten. Eine frühe britische Verfilmung aus dem Jahre 1917 gilt als verschollen. Im Jahr 2017 wurde ein 3-teiliger Fernsehmehrteiler mit Maya Hawke und Emily Watson von der BBC im Vereinigten Königreich und von PBS in den USA ausgestrahlt. 2018 erschien unter dem Titel Vier Schwestern Clare Niederpruems moderne Interpretation des Stoffes. Unter dem Titel Eine fröhliche Familie erschien 1987 in Japan zudem eine Anime-Serie (jap. 愛の若草物語 Ai no Wakakusa Monogatari, wörtlich: Die Geschichte vom jungen Gras der Liebe), die ebenfalls auf dem Buch von Alcott basiert.

## Produktion

### Stab
Regie führte Greta Gerwig, wie im Sommer 2018 bekannt wurde. Ursprünglich sollte die US-amerikanische Regisseurin nur Alcotts Roman für den Film adaptieren, nach dem Erfolg ihres Films Lady Bird wurde sie jedoch auch mit dessen Inszenierung betraut. Die Neuauflage von Little Women soll sich auf das Leben der Mädchen konzentrieren, nachdem sie von Zuhause ausgezogen sind, soll zwischen Kindheitsszenen und der Gegenwart hin- und herspringen und die persönlichen Entwicklungen von Meg, Jo und Amy porträtieren. Im Sommer 2018 äußerte sich Produzentin Robin Swicord, die bereits für Betty und ihre Schwestern Alcotts Roman adaptierte und den Film auch mitproduzierte, im Gegensatz zu früheren Adaptionen decke der Film hauptsächlich die zweite Hälfte des Buches ab, wobei die March-Schwestern zu jungen Erwachsenen geworden sind: „Er wirft einen Blick darauf, was es für eine junge Frau bedeutet, in die Welt der Erwachsenen einzutreten“, sagte Swicord in einem Interview mit der Los Angeles Times Anfang Juli 2018, und Gerwigs Sicht auf den Roman habe sie alle mehr als überzeugt, etwas Neues auf die Leinwand bringen zu können.

### Besetzung und Dreharbeiten

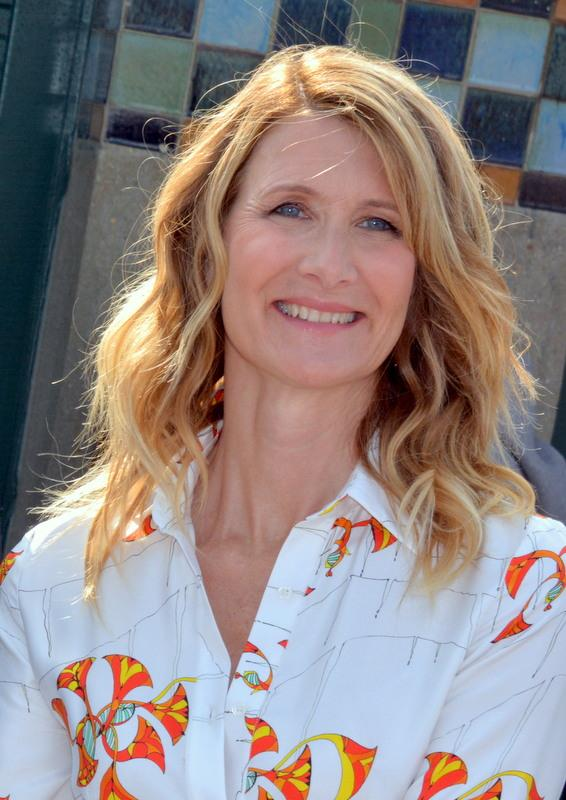
Laura Dern spielt Mrs. March

Die Oscar-nominierte irische Schauspielerin Saoirse Ronan, die bereits in Gerwigs Lady Bird die Hauptrolle übernahm, spielt die stürmische Schriftstellerin Jo March. Der ebenfalls Oscar-nominierte Timothée Chalamet, mit dem Ronan bereits für Lady Bird zusammenarbeitete, spielt den reichen, hübschen Nachbarsjungen Laurie. Emma Stone hatte ursprünglich die Rolle von Meg erhalten, der vernünftigen und ältesten Schwester. Im August 2018 wurde bekannt, dass Emma Watson ihre Schauspielkollegin Stone ersetzen wird, die in das Filmprojekt The Favourite eingespannt war. Florence Pugh spielt die junge Amy. Meryl Streep übernahm die Rolle von Tante March. Laura Dern spielt Mrs. March, die Mutter der vier Schwestern.
Die Dreharbeiten begannen am 5. Oktober 2018 in Boston. Dorthin war die Familie von Louisa May Alcott 1834 gezogen, und hier verfasste die Autorin eine Reihe ihrer Romane. Das Szenenbild stammt von Jess Gonchor, die Kostüme entwarf die Oscar-Preisträgerin Jacqueline Durran.

### Filmmusik und Veröffentlichung
Die Filmmusik komponiert Alexandre Desplat. Das Soundtrack-Album, das insgesamt 26 Musikstücke umfasst, wurde am 13. Dezember 2019 von Sony Classical als Download und auf Vinyl veröffentlicht.
Mitte August 2019 wurde der erste Trailer vorgestellt. Eine erste Vorstellung des Films erfolgte am 23. Oktober 2019 in Los Angeles für Mitglieder der Directors Guild of America und Pressevertreter. Am 25. Dezember 2019 kam Little Women in die US-amerikanischen und am 30. Januar 2020 in die deutschen Kinos.

## Rezeption

### Altersfreigabe
In den USA wurde der Film von der MPAA als PG eingestuft. In Deutschland wurde der Film von der FSK ohne Altersbeschränkung freigegeben.

### Kritiken und Einspielergebnis
Im Dezember 2018 wurde der Film von IndieWire zu den 20 am meisten erwarteten Filmen des Kinojahres 2019 gezählt. Er wird von 95 Prozent aller bei Rotten Tomatoes erfassten Kritiker positiv bewertet und erhielt 8,6 von möglichen 10 Punkten. Auf Metacritic erhielt der Film einen Metascore von 91 von 100 möglichen Punkten.
Hannah Pilarczyk von Spiegel Online schreibt, Greta Gerwig habe die Geschichte der vier March-Schwestern so klug umgeordnet sowie mit Werk und Biografie von Louisa May Alcott kurzgeschlossen, dass sie sich aufregend neu anfühlt. Das Idealbild einer weißen weiblichen Jugend inszeniere Gerwig ohne Patina, aber auch ohne bemühte Modernisierungen. Sie setze dem Universalismus einen liberalen Feminismus entgegen, der individuelle Exzellenz feiert. Ideologisch lasse sich über diese Neuausdeutung streiten, filmisch funktioniere sie jedoch wunderbar.

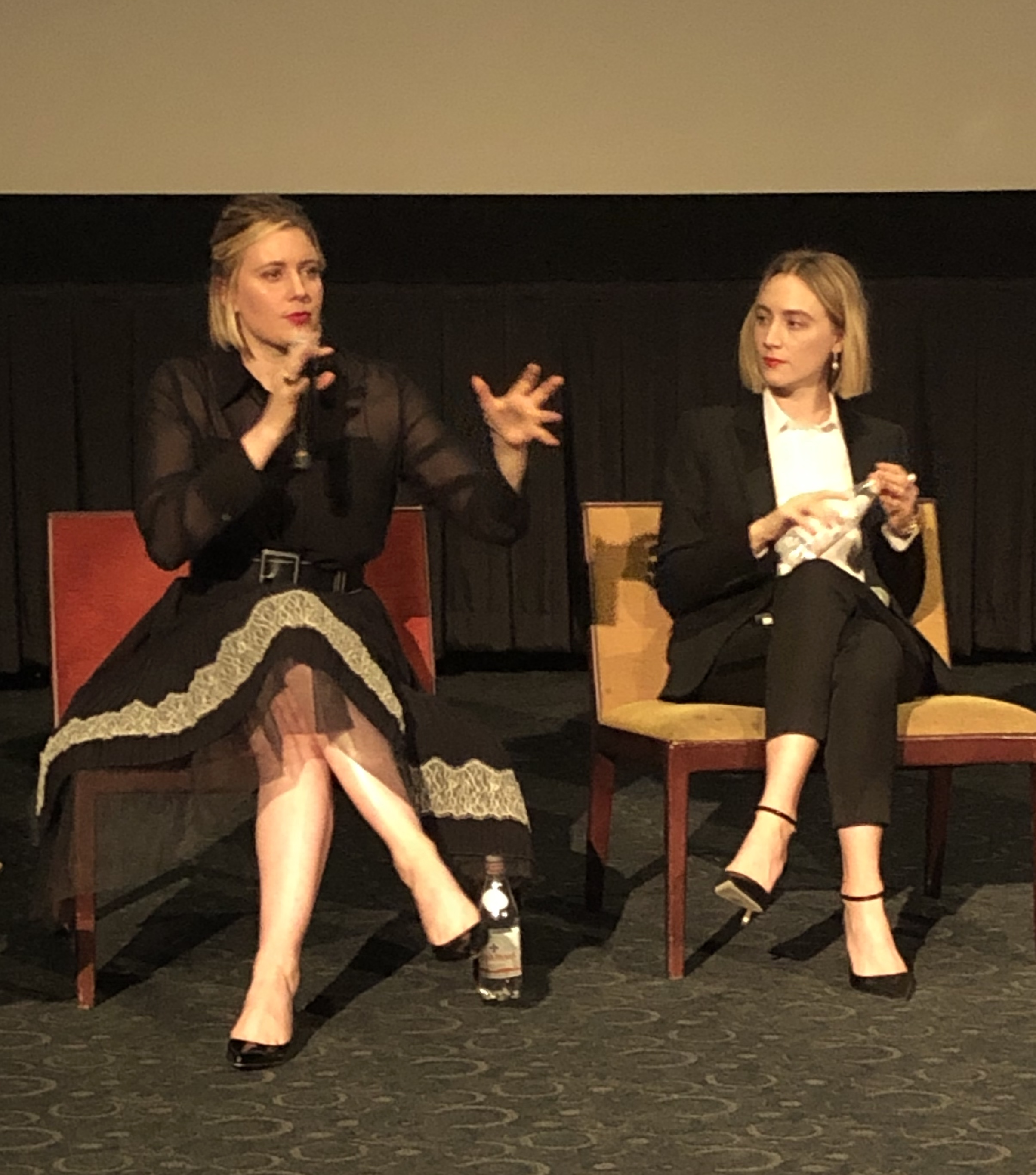
Greta Gerwig und Saoirse Ronan bei einer Vorstellung des Films im Oktober 2019

Sidney Schering bemerkt, während sich bisherige Little Women-Adaptionen wenig bis gar nicht darum geschert haben, den innigen bis hitzigen „Shipper Talk“ zu berücksichtigen, den der Bildungsroman verursacht hat, schmeiße sich Gerwig in ihrer Verfilmung mit Passion für Problemlösung, doch auch mit herzlicher Verehrung für die Vorlage, in diese Thematik: „Die Lady Bird-Filmerin arrangiert Little Women in der von ihr verfassten Adaption um, und das gleichermaßen mit Herzblut wie mit intellektuellem Blick für narrative Parallelen und für dramaturgische Ellipsen.“ Das sei sogleich auf mehreren Ebenen reizvoll, da Gerwigs neu strukturierte Fassung von Little Women zum einen frischen Wind gestatte, zum anderen nennt er den romantischen Aspekt: „Gerwig beweist in ihrer Little Women-Interpretation eine fabelhafte Intuition dafür, wie sich das Publikum beim Geschichtenerzählen lenken lässt, so dass es die Liebeleien befürwortet, die auch schlussendlich als glücklicher Ausgang der Geschichte empfunden werden sollen.“ Dadurch, dass Gerwig Little Women unchronologisch erzählt, gebe sie diesem Kostümdrama zuletzt auch eine moderne Dynamik, so Schering. Weiter bemerkt er die Arbeit von Kameramann Yorick Le Saux, der den Film in sanftes Licht taucht, das die ruhigen, stimmungsvollen Bildkompositionen für sich sprechen lässt, und die Arbeit des Komponisten Alexandre Desplat, die das Geschehen mit zarten, variantenreichen Melodien untermalt, die die Gefühlslage des Gezeigten verstärkt, ohne sich in den Fokus zu drängen.
Dem Budget von rund 40 Millionen US-Dollar stehen weltweite Einnahmen aus Kinovorführungen in Höhe von 216,6 Millionen US-Dollar gegenüber, von denen der Film allein 108,1 Millionen im nordamerikanischen Raum einspielen konnte. In Deutschland verzeichnete er ca. 528.000 Kinobesucher, womit er sich auf Platz 13 der Jahres-Charts 2020 befindet.

### Einsatz im Schulunterricht
Das Onlineportal kinofenster.de empfiehlt den Film ab der 8. Klasse für die Unterrichtsfächer Englisch, Deutsch, Ethik, Kunst und Gemeinschaftskunde und bietet Materialien zum Film für den Unterricht. Dort schreibt Birgit Roschy, die vier Schwestern lüden mit ihrem Mut zur Selbstverwirklichung auch heutige Jugendliche zur Identifikation ein. Davon ausgehend biete der Film für den Sozialkunde-, Ethik- und Geschichtsunterricht Anknüpfungspunkte für eine Betrachtung der rechtlichen und sozialen Stellung von Frauen von damals bis heute.

### Auszeichnungen (Auswahl)
Vom American Film Institute wurde der Film in die Top 10 der besten Filme 2019 aufgenommen. Im Folgenden eine Auswahl weiterer Auszeichnungen und Nominierungen.
AACTA International Awards 2020
- Auszeichnung als Beste Hauptdarstellerin (Saoirse Ronan)
- Nominierung als Beste Nebendarstellerin (Florence Pugh)

British Academy Film Awards 2020
- Auszeichnung für das Beste Kostümdesign (Jacqueline Durran)
- Nominierung als Beste Hauptdarstellerin (Saoirse Ronan)
- Nominierung als Beste Nebendarstellerin (Florence Pugh)
- Nominierung für das Beste adaptierte Drehbuch (Greta Gerwig)
- Nominierung für die Beste Filmmusik (Alexandre Desplat)

Critics’ Choice Movie Awards 2020
- Nominierung als Bester Film
- Nominierung als Beste Hauptdarstellerin (Saoirse Ronan)
- Nominierung als Beste Nebendarstellerin (Florence Pugh)
- Nominierung als Bestes Schauspielensemble
- Nominierung für die Beste Regie (Greta Gerwig)
- Auszeichnung für das Beste adaptierte Drehbuch (Greta Gerwig)
- Nominierung für das Beste Szenenbild (Jess Gonchor und Claire Kaufman)
- Nominierung für das Beste Kostümdesign (Jacqueline Durran)
- Nominierung für die Beste Filmmusik (Alexandre Desplat)[27]

Detroit Film Critics Society Awards 2019
- Nominierung als Beste Nebendarstellerin (Florence Pugh)[28]

Golden Globe Awards 2020
- Nominierung als Beste Hauptdarstellerin – Drama (Saoirse Ronan)
- Nominierung für die Beste Filmmusik (Alexandre Desplat)

Grammy Awards 2021
- Nominierung als Best Instrumental Composition („Plumfield“, Alexandre Desplat)[29]

Hollywood Critics Association Awards 2020
- Nominierung für die Beste Filmmusik (Alexandre Desplat)
- Nominierung als Beste Regisseurin (Greta Gerwig)
- Nominierung für die Besten Kostüme (Jacqueline Durran)[30]

Hollywood Music in Media Awards 2019
- Nominierung für die Beste Filmmusik – Spielfilm (Alexandre Desplat)[31]

London Critics’ Circle Film Awards 2020
- Nominierung als Beste Nebendarstellerin (Florence Pugh)
- Nominierung als Beste britische oder irische Schauspielerin (Florence Pugh)
- Nominierung als Beste britische oder irische Schauspielerin (Saoirse Ronan)
- Nominierung für den Technical Achievement Award (Jacqueline Durran für die Kostüme)[32]

New York Film Critics Circle Awards 2019
- Auszeichnung als Beste Nebendarstellerin (Laura Dern)

Online Film Critics Society Awards 2020
- Nominierung als Beste Nebendarstellerin (Florence Pugh)
- Nominierung für das Beste adaptierte Drehbuch (Greta Gerwig)
- Nominierung für die Beste Filmmusik (Alexandre Desplat)[33]

Oscarverleihung 2020
- Nominierung als Bester Film
- Nominierung für das Beste adaptierte Drehbuch (Greta Gerwig)
- Nominierung als Beste Hauptdarstellerin (Saoirse Ronan)
- Nominierung als Beste Nebendarstellerin (Florence Pugh)
- Nominierung für die Beste Filmmusik (Alexandre Desplat)
- Auszeichnung für das Beste Kostümdesign (Jacqueline Durran)

Producers Guild of America Awards 2020
- Nominierung als Bester Film (Amy Pascal)[34]

USC Scripter Awards 2020
- Auszeichnung für die Beste Adaption (Louisa May Alcotts Little Women durch Greta Gerwig)[35][36]

Writers Guild of America Awards 2020
- Nominierung für das Beste adaptierte Drehbuch (Greta Gerwig)[37]

## Synchronisation
Die deutsche Synchronisation entstand nach einem Dialogbuch von Sabine Kaever und der Dialogregie von Christoph Cierpka im Auftrag der Berliner Synchron GmbH Wenzel Lüdecke.
| Darsteller           | Synchronsprecher       | Rolle                      |
| -------------------- | ---------------------- | -------------------------- |
| Saoirse Ronan        | Lydia Morgenstern      | Josephine „Jo“ March       |
| Florence Pugh        | Marie-Isabel Walke     | Amy March                  |
| Emma Watson          | Gabrielle Pietermann   | Magaret „Meg“ March        |
| Timothée Chalamet    | Marco Eßer             | Theodore „Laurie“ Laurence |
| Laura Dern           | Sabine Jaeger          | Marmee March               |
| Eliza Scanlen        | Magdalena Höfner       | Elizabeth „Beth“           |
| Louis Garrel         | Tobias Nath            | Friedrich Bhaer            |
| Meryl Streep         | Dagmar Dempe           | Tante March                |
| James Norton         | Jacob Weigert          | John Brooke                |
| Tracy Letts          | Lutz Schnell           | Mr. Dashwood               |
| Jayne Houdyshell     | Katharina Lopinski     | Hannah                     |
| Chris Cooper         | Jan Spitzer            | Mr. Laurence               |
| Bob Odenkirk         | Tobias Lelle           | Pater March                |
| Abby Quinn           | Daniela Molina         | Annie Moffat               |
| Tom Kemp             | Reinhard Scheunemann   | Asa Melvin                 |
| Lily Gavin           | Alma van Cauwelaert    | Dashwood-Tochter           |
| Finola Weller Baldet | Aurelia van Cauwelaert | Dashwood-Tochter           |
| Sophia Gialloreto    | Isabell Reiß           | Dashwood-Tochter           |
| Anthony Estrella     | Nicolas Böll           | Doktor                     |
| Adrianne Krstansky   | Judith Steinhäuser     | Mrs. Dashwood              |
| Maryann Plunkett     | Sabine Walkenbach      | Mrs. Kirke                 |
| Hadley Robinson      | Lena Schmidtke         | Sallie Gardiner Moffat     |
| J.M. Davis           | Harriet Kracht         | Susan Robbins              |